# القواعد السلوكية للشركة
القواعد السلوكية للشركة هي وثيقة مكتوبة طوعًا من قبل الشركة وتحدد فيها مجموعة من المبادئ التي تلتزم باتباعها، أو تطلب من موظفيها اتباعها، في بعض الحالات، تصل القواعد السلوكية إلى الموردين والمتعاقدين الفرعيين والأطراف الثالثة، وهي نوع من القواعد السلوكية.

## المحتويات
تختلف محتويات القواعد السلوكية للشركة وتعتمد على مقياس ثقافة الشركة وعلى البلد الذي تقيم الشركة فيه، وبشكل عام يمكن القول إن القواعد السلوكية تتعلق بقضايا مكافحة الفساد، قانون العمل، والقضايا البيئية والقانونية الأساسية، مثل رفض العبودية، وعمالة الأطفال، والامتثال للمعايير البيئية لكل بلد، والاحترام العام للقوانين الوطنية.

## حالات

### نايكي
تعد القواعد السلوكية لشركة نايكي واحدة من أشهر القواعد، في أوائل التسعينيات، أبلغت الصحافة في الولايات المتحدة أن شركة نايكي تستخدم متعاقدين في جنوب شرق آسيا يستخدمون عمالة العبيد وعمالة الأطفال، أضرت هذه الشكوى بصورة نايكي وانعكست في انخفاض كبير في المبيعات، وكجزء من استراتيجية لاستعادة صورتها، أعلنت شركة نايكي في عام 1992 عن القواعد السلوكية للشركة والتي ذكرت فيها التزامها بتعديل تصرفات الشركة في جميع أنحاء العالم للالتزام بقواعدها، وكذلك مطالبة جميع المتعاقدين الفرعيين بفعل الشيء ذاته، (توظف شركة نايكي بشكل مباشر 22000 موظف وبشكل غير مباشر 450000 عامل من خلال متعاقدين فرعيين حول العالم)، وبعد فترة وجيزة، وردت سلسلة من الانتقادات من النقابات على محتوى القواعد السلوكية الخاصة بها، ولذلك قامت نايكي بإنشاء نص جديد وهو النص المتواجد حاليا.

### خادم غير مخلص
في قضية مورغان ستانلي ضد سكورون، 989 F. Supp. 2d 356 (S.D.N.Y. 2013), تطبيق عقيدة الخادم غير المخلص في نيويورك، رأت المحكمة أن موظف صندوق التحوط الذي يشارك في التداول من الداخل ارتكب انتهاك للقواعد السلوكية لشركته، والذي يتطلب منه أيضًا الإبلاغ عن سوء سلوكه، يجب عليه أن يسدد لصاحب العمل كامل مبلغ 31 مليون دولار الذي دفعها له صاحب العمل كتعويض خلال فترة عدم الإخلاص.

## الرقابة
كانت إحدى القضايا الأولى التي أثيرت في القواعد السلوكية للشركة هي الرقابة على الامتثال، لقد اعتبر أنه من غير الموثوق أن تتم المراقبة من قبل الشركة نفسها، تتواصل بعض الشركات مع شركات خارجية لإجراء المراقبة، وفي حالات أخرى قبلت الشركات أن تقوم بعض المنظمات غير الحكومية بالمراقبة، لكن النقابات اشتكت من أن نشاط المنظمات غير الحكومية هذا قد تم استخدامه مراراً وتكراراً كبديل للعمل النقابي ولاستبدال النقابة أمام العمال.

## مشاكل
ترتبط القواعد السلوكية بالمسؤولية الاجتماعية للشركات، وقد أشارت بعض التحقيقات إلى أن القواعد السلوكية تنطوي على خطر إزاحة أهمية المعايير الوطنية والدولية الإلزامية.
قدّر معهد الأمم المتحدة لبحوث التنمية الاجتماعية (UNRISD) بضع مئات من القواعد السلوكية للشركة متواجدة حاليا، ويقدر مؤتمر الأمم المتحدة للتجارة والتنمية (الأونكتاد -UNCTAD) أن 65 ألف شركة أم تمتلك نحو 850 ألف شركة تابعة هي شركات أجنبية في جميع دول العالم، وتوظف غالبية العاملين لديها من خلال التعهيد.
انتقدت النقابات العمالية وبعض المنظمات غير الحكومية الطبيعة الأحادية للقواعد السلوكية وشددت على أنها تهدف في كثير من الأحيان فقط إلى تحسين الصورة العامة للشركات، كما أشارت النقابات العمالية والمنظمات غير الحكومية إلى عدم إدراج الموردين والمتعاقدين الفرعيين والشركات الخارجية في القواعد السلوكية باعتباره عيبًا خطيرًا، لأنه على وجه التحديد المكان الذي تعمل فيه غالبية العمال وحيث تكون غالبية الانتهاكات، وتجري أيضًا مناقشة الصلاحية القانونية لذلك وطرق فرض الامتثال.

## روابط خارجية
- القواعد السلوكية للاعمال، OIE
- لحصول على معلومات عامة حول القيمة القانونية للقواعد السلوكية، راجع الموقع الإلكتروني الذي طوره مشروع الجامعة R & D SEJ 2006-07116، ومقره كلية الحقوق بجامعة كومبلوتنسي بمدريد والممول من وزارة العلوم والابتكار الإسبانية: القواعد السلوكية لبوابة الويب